# سیم‌کشی مدار حلقوی
در طراحی برق شهری مدار حلقوی (انگلیسی: Ring circuit) گونه‌ای از فناوری سیم‌کشی برق است که در آن پریزها و نقاط توزیع به صورت حلقه به هم متصل هستند.
اینگونه سیم‌کشی در کشورهایی چون بریتانیا، ایرلند و هنگ‌کنگ کاربرد دارد.